# Illia Hrel
Illia Mychajłowycz Hrel, Ilja Michajłowicz Grel (ukr. Ілля Михайлович Грель, ros. Илья Михайлович Грель, ur. 7 czerwca?/20 czerwca 1902 we wsi Budnoje w powiecie mohylowskim w guberni podolskiej, zm. 30 marca 1945 k. Dębna) – radziecki wojskowy, podpułkownik, nagrodzony pośmiertnie tytułem Bohatera Związku Radzieckiego (1945).

## Życiorys
Urodził się w ukraińskiej rodzinie chłopskiej. W 1924 skończył 4-letnią szkołę pracowniczą w Budnoje, później uczył się w miejscowym technikum. W 1924 został powołany do Armii Czerwonej, w 1925 ukończył szkołę młodszej kadry dowódczej, a w 1931 szkołę artylerii w Kijowie. Od 1928 należał do WKP(b), brał udział w wojnie z Finlandią. Od czerwca 1941 uczestniczył w wojnie z Niemcami, jako szef sztabu 453 pułku artylerii 168 Dywizji Piechoty walczył na Froncie Północnym, a od sierpnia 1941 Leningradzkim, brał udział w walkach w Karelii i pod Leningradem. Od października 1941 do lutego 1942 służył na tyłach, później ponownie na froncie, został szefem sztabu pułku artylerii i potem dowódcą 1171 pułku artylerii lekkiej w 16 Armii, później dowodził 1319 pułkiem artylerii lekkiej w 21 Brygadzie Artylerii Lekkiej 6 Dywizji Artylerii Rezerwy Głównego Dowództwa na Froncie Zachodnim i Briańskim. Jesienią 1943 objął dowództwo 1137 pułku artylerii na Froncie Briańskim i później Białoruskim i od lutego 1944 1 Białoruskim. Brał udział w operacji rżewsko-wiaziemskiej, orłowskiej, briańskiej, kalinkowicko-mozyrskiej i białoruskiej. Na początku 1945 jako dowódca 1137 pułku artylerii lekkiej 169 Brygady Artylerii Lekkiej 14 Dywizji Artylerii 6 Korpusu Artylerii Przełamania 5 Armii Uderzeniowej w stopniu podpułkownika brał udział w operacji wiślańsko-odrzańskiej, w tym w natarciu z przyczółka magnuszewskiego i walkach o utrzymanie i rozszerzenie przyczółka kostrzyńskiego, zadając wrogowi duże straty. 4 lutego 1945 dowodzony przez niego pułk sforsował Odrę i w ciągu następnych dwóch dni odpierał 27 kontrataków wroga, niszcząc niemieckie czołgi, transportery opancerzone i samochody wraz z siłą żywą wroga. Później brał udział w dalszych walkach, odpierając kolejne kontrataki przeciwnika i zadając mu znaczne straty w ludziach i sprzęcie. Zginął w walce niedaleko Dębna. Został pochowany w Dębnie.

## Odznaczenia
- Złota Gwiazda Bohatera Związku Radzieckiego (pośmiertnie, 31 maja 1945)
- Order Lenina (pośmiertnie, 31 maja 1945)
- Order Czerwonego Sztandaru (28 marca 1945)
- Order Wojny Ojczyźnianej I klasy (10 września 1943)
- Medal „Za zasługi bojowe” (20 maja 1940)
- Medal „Za obronę Leningradu” (1943)